# Her Awakening (film 1914 Gregory)
Her Awakening è un cortometraggio muto del 1914 diretto da Carl Gregory.

## Produzione
Il film fu prodotto dalla Thanhouser Film Corporation (come Princess).

## Distribuzione
Distribuito dalla Mutual Film, il film - un cortometraggio di una bobina - uscì nelle sale cinematografiche USA il 17 aprile 1914.